# Psuja
Psuja (biał. Псуя; ros. Псуя) – agromiasteczko na Białorusi, w obwodzie witebskim, w rejonie głębockim, w sielsowiecie Psuja, nad Jeziorem Psuja.
Miejscowość jest siedzibą parafii prawosławnej; znajduje się tu cerkiew pw. Świętej Trójcy.

## Historia
W czasach zaborów w powiecie dzisieńskim, w guberni wileńskiej Imperium Rosyjskiego. 

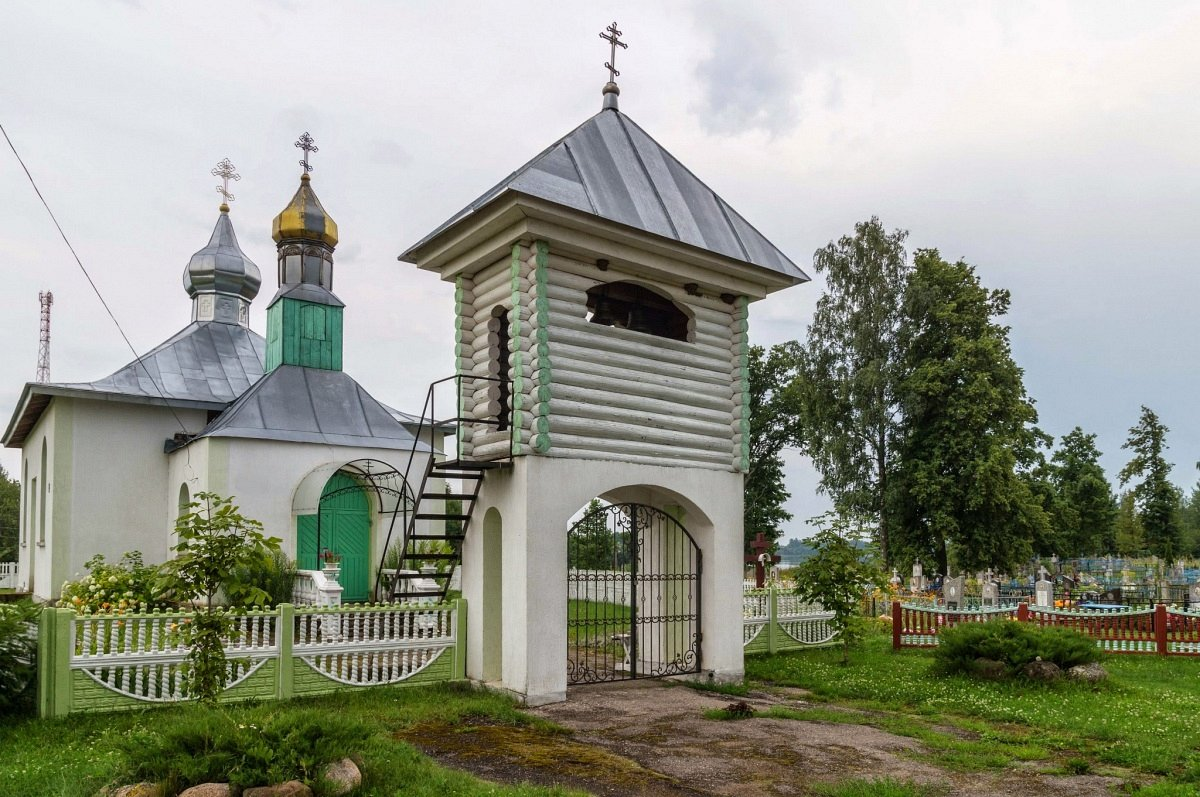
Cerkiew Świętej Trójcy z 1995 r.

W XIX w. miasteczko i folwarki: Psuja Stara i Psuja Nowa. W Psuji Nowej znajdowała się kaplica katolicka parafii Wniebowzięcia Najświętszej Maryi Panny w Prozorokach. W dwudziestoleciu międzywojennym wieś i majątek ziemski Psuja leżały w Polsce, w województwie wileńskim, w powiecie dziśnieńskim, w gminie Prozoroki.
Według Powszechnego Spisu Ludności z 1921 roku zamieszkiwało:
- majątek – tu 109 osób, 56 było wyznania rzymskokatolickiego, 49 prawosławnego a 4 mojżeszowego. Jednocześnie wszyscy mieszkańcy zadeklarowali polską przynależność narodową. Było tu 8 budynków mieszkalnych[4]. W 1931 w 6 domach zamieszkiwało 45 osób[5].
- wieś – tu 30 osób, 7 było wyznania rzymskokatolickiego, 23 prawosławnego. Jednocześnie wszyscy mieszkańcy zadeklarowali polską przynależność narodową. Było tu 6 budynków mieszkalnych[4]. W 1931 w 6 domach zamieszkiwało 36 osób[5].

Wierni należeli do parafii rzymskokatolickiej w Prozorokach i miejscowej prawosławnej. Miejscowość podlegała pod Sąd Grodzki w Głębokiem i Okręgowy w Wilnie; właściwy urząd pocztowy mieścił się w Ziabkach.
W wyniku napaści ZSRR na Polskę we wrześniu 1939 miejscowość znalazła się pod okupacją sowiecką. 2 listopada została włączona do Białoruskiej SRR. Od czerwca 1941 roku pod okupacją niemiecką. W 1944 miejscowość została ponownie zajęta przez wojska sowieckie i włączona do Białoruskiej SRR.
Od 1991 w składzie niepodległej Białorusi.